# 旭川十勝道路
旭川十勝道路（あさひかわとかちどうろ、英: Asahikawa-Tokachi Road）は、起点を北海道旭川市、終点を北海道勇払郡占冠村とする地域高規格道路の路線名。
このうち富良野道路および旭川東神楽道路が開通済みで、旭川東神楽道路の4車線化および富良野北道路が事業中である。その他の区間はまだ事業化されていない。

## 事業区間
旭川東神楽道路（あさひかわひがしかぐらどうろ）-  北海道道37号鷹栖東神楽線
- 起点：北海道旭川市東旭川町上兵村[1]
- 終点：北海道上川郡東神楽町東神楽[1]
- 延長：10.1 km[1]

富良野北道路（ふらのきたどうろ） - 国道237号
- 起点：北海道空知郡中富良野町字中富良野[2]
- 終点：北海道富良野市字学田三区（北の峰IC）[2]
- 延長：5.7 km[2]
- 規格：第1種第3級[2]
- 設計速度：80 km/h[2]
- 道路幅員：13.5 m[2]
- 車線幅員：3.5 m[2]
- 車線数：2車線[2]

富良野道路（ふらのどうろ）- 国道38号
- 起点：北海道富良野市字学田三区（北の峰IC）[3]
- 終点：北海道富良野市字上五区（布部IC）[3]
- 延長：8.3 km[3]
- 規格：第1種第3級[3]
- 設計速度：80 km/h[3]
- 道路幅員：13.5 m[3]
- 車線幅員：3.5 m[3]
- 車線数：2車線[3]

## 歴史
- 2002年（平成14年）：「富良野道路」事業化[4]
- 2006年（平成18年）：「富良野道路」工事着手[4]。
- 2008年（平成20年）：「富良野北道路」事業化[2]。
- 2010年（平成22年）：「富良野北道路」工事着手[2]。
- 2013年（平成25年）：「旭川東神楽道路」事業化[5]。
- 2016年（平成28年）：「旭川東神楽道路」工事着手[5]。
- 2018年（平成30年）11月24日：「富良野道路」開通[4][6]。
- 2022年（令和04年）3月28日：「旭川東神楽道路」全線開通[5]。

### 開通予定年度
- 未定：その他の区間

## 路線状況

### 交通量
24時間交通量（台） 道路交通センサス
| 区間                            | 令和3（2021）年度 |        |
| ------------------------------- | ----------------- | ------ |
| 中富良野町字中富良野 - 北の峰IC | 未開通            | 未開通 |
| 北の峰IC - 富良野IC             | 854               |        |
| 富良野IC - 布部IC               | 1,696             |        |

（出典：「令和3年度全国道路・街路交通情勢調査」（国土交通省ホームページ）より一部データを抜粋して作成）
- 令和2年度に実施予定だった交通量調査は新型コロナウイルス感染症の影響で延期され[7]、翌年度に実施された。

## 通過する自治体
- 北海道
  - 上川総合振興局
    - 旭川市 - 上川郡東神楽町 - 旭川市 - 上川郡美瑛町 - 空知郡上富良野町 - 空知郡中富良野町 - 富良野市 - 空知郡南富良野町 - 勇払郡占冠村